# Бомет
Бомет (фр. Beaumettes) насеље је и општина у Француској у региону Прованса-Алпи-Азурна обала, у департману Воклиз која припада префектури Апт.
По подацима из 2011. године у општини је живело 244 становника, а густина насељености је износила 94,21 становника/km². Општина се простире на површини од 2,59 km². Налази се на средњој надморској висини од 127 метара (максималној 229 m, а минималној 119 m).

## Демографија
| 1962. | 1968. | 1975. | 1982. | 1990. | 1999. | 2011. |
| ----- | ----- | ----- | ----- | ----- | ----- | ----- |
| 69    | 102   | 139   | 206   | 219   | 194   | 244   |

График промене броја становника у току последњих година